# Dama (köpinghuvudort i Kina, Zhejiang Sheng, lat 30,50, long 120,34)
Dama är en köpinghuvudort i Kina. Den ligger i provinsen Zhejiang, i den östra delen av landet, omkring 33 kilometer nordost om provinshuvudstaden Hangzhou. Antalet invånare är 35 357. Befolkningen består av 17 520 kvinnor och 17 837 män. Barn under 15 år utgör 15,0 %, vuxna 15-64 år 71 %, och äldre över 65 år 12,0 %.
Runt Dama är det tätbefolkat, med 591 invånare per kvadratkilometer. Närmaste större samhälle är Xucun, 7,8 km söder om Dama. Trakten runt Dama består till största delen av jordbruksmark.
Genomsnittlig årsnederbörd är 1 869 millimeter. Den regnigaste månaden är juni, med i genomsnitt 328 mm nederbörd, och den torraste är november, med 74 mm nederbörd.